# Plodove (Plodove), Bahciîsarai
Plodove (în ucraineană Плодове) este localitatea de reședință a comunei Plodove din raionul Bahciîsarai, Republica Autonomă Crimeea, Ucraina.

## Demografie
Componența lingvistică a localității Plodove
     Rusă (72,87%)
     Tătară crimeeană (16,72%)
     Ucraineană (8,81%)
     Alte limbi (0,61%)
Conform recensământului din 2001, majoritatea populației localității Plodove era vorbitoare de rusă (72,87%), existând în minoritate și vorbitori de tătară crimeeană (16,72%) și ucraineană (8,81%).